# Менченіно
Менченіно (пол. Męczenino) — село в Польщі, у гміні Радзаново Плоцького повіту Мазовецького воєводства.
Населення — 271 особа (2011).
У 1975-1998 роках село належало до Плоцького воєводства.

## Демографія
Демографічна структура станом на 31 березня 2011 року:
|          | Загалом | Допрацездатний вік | Працездатний вік | Постпрацездатний вік |
| -------- | ------- | ------------------ | ---------------- | -------------------- |
| Чоловіки | 138     | 31                 | 97               | 10                   |
| Жінки    | 133     | 25                 | 75               | 33                   |
| Разом    | 271     | 56                 | 172              | 43                   |